# Åshammar
Åshammar is een plaats in de gemeente Sandviken in het landschap Gästrikland en de provincie Gävleborgs län in Zweden. De plaats heeft 760 inwoners (2005) en een oppervlakte van 174 hectare. Door de plaats loopt de rivier Borrsjöån. Aan de westkant van de plaats ligt het meertje Alsjön, hier is ook een plaats die is ingericht om er te kunnen zwemmen en recreëren.

## Geboren in Åshammar
- Bo Sjölin (1931-2016), Zweeds taalkundige, gespecialiseerd in het Fries